# سیسیل برنی
سیسیل برنی (انگلیسی: Cecil Burney; ۱۵ مهٔ ۱۸۵۸ – ۵ ژوئن ۱۹۲۹) او افسر نیروی دریایی پادشاهی بریتانیا بود. پس از گذراندن دوره‌های عملیاتی به عنوان یک افسر جزء در تیپ‌های دریایی در طول جنگ انگلیس و مصر و جنگ مهدی، در طول جنگ دوم بوئر فرماندهی یک رزم‌ناو در خدمت عملیاتی را بر عهده داشت. به عنوان افسر پرچم، فرماندهی لشکر پلیموث از ناوگان داخلی، اسکادران پنجم رزم‌ناو، ناوگان آتلانتیک و سپس اسکادران سوم نبرد را بر عهده داشت.
در آوریل ۱۹۱۳، مونته‌نگرو در آخرین دور از خصومت‌ها بین امپراتوری عثمانی و مونته‌نگرو در مراحل پایانی جنگ اول بالکان، کنترل اسکوتاری را به دست گرفت. در آوریل ۱۹۱۳، برنی به عنوان فرمانده دوم موقت ناوگان مدیترانه به آنتیواری در سواحل مونته‌نگرو اعزام شد تا فرماندهی نیروی دریایی بین‌المللی اعزام شده برای مقابله با این وضعیت را بر عهده بگیرد. به محض ورود، آنتیواری را محاصره کرد و سپس فرماندهی نیروی بین‌المللی اشغال‌کننده اسکوتاری را نیز به عنوان بخشی از انتقال آن به کنترل آلبانی بر عهده گرفت. او به خاطر موفقیت در این مأموریت، با افتخارات زیادی پاداش گرفت.
او به خاطر موفقیت در این مأموریت، مورد تقدیر قرار گرفت. با شروع جنگ جهانی اول، برنی به عنوان معاون دریاسالار، فرماندهی ناوگان کانال مانش را بر عهده گرفت. در این نقش، او عبور امن نیروی اعزامی بریتانیا به فرانسه را تضمین کرد. او در ماه مه ۱۹۱۶ به فرماندهی اسکادران اول جنگی و فرماندهی اسکادران در نبرد جوتلند منصوب شد، جایی که کشتی پرچمدار او، اچ‌ام‌اس مارلبورو، اولین کشتی بود که با آلمانی‌ها درگیر شد اما بعداً مورد اصابت اژدر قرار گرفت. او در نوامبر ۱۹۱۶ به عنوان فرمانده دوم دریا منصوب شد، اما در سپتامبر ۱۹۱۷ به دلیل سن از این سمت برکنار و به جای آن به عنوان فرمانده کل در سواحل اسکاتلند منصوب شد. او پس از جنگ، فرمانده کل در پورتسموث نیز بود.